# Ryan Jensen
Ryan Jensen (geboren am 13. Juni 1991 in Rangely, Colorado) ist ein ehemaliger US-amerikanischer American-Football-Spieler auf der Position des Centers. Er spielte College Football für die Colorado State University – Pueblo und war in der National Football League (NFL) von 2013 bis 2017 für die Baltimore Ravens sowie von 2018 bis 2023 bei den Tampa Bay Buccaneers aktiv. Mit den Buccaneers gewann Jensen den Super Bowl LV.

## College
Jensen besuchte die Highschool in Fort Morgan, Colorado, und ging ab 2009 auf die Colorado State University – Pueblo. Dort spielte er vier Jahre lang College Football für die CSU–Pueblo ThunderWolves in der Division II. Er war von Beginn an Stammspieler auf der Position des Left Tackles. Sein älterer Bruder Seth Jensen spielte College Football als Left Tackle für die Nebraska Cornhuskers.

## NFL
Jensen wurde im NFL Draft 2013 in der sechsten Runde an 203. Stelle von den Baltimore Ravens ausgewählt. Wegen einer Fußverletzung kam Jensen in seiner Rookiesaison nicht zum Einsatz. Vor Beginn der Saison 2014 wurde bei Jensen das Schlafapnoe-Syndrom diagnostiziert, seitdem schläft er mit einer Atemmaske. Er wurde im Rahmen der Kaderverkleinerung auf 53 Spieler für die Regular Season entlassen und anschließend in den Practice Squad der Ravens aufgenommen. Am 16. Dezember 2014 wurde er wieder für den aktiven Kader verpflichtet. Am letzten Spieltag kam er erstmals für Baltimore zum Einsatz, er spielte einige Snaps in den Special Teams.
In der Saison 2015 wurde Jensen aufgrund verletzungsbedingter Ausfälle in sechs Partien als Starter auf der Position des Guards eingesetzt. Im folgenden Jahr war er in drei Spielen Starter. Da John Urschel, der 2016 ebenfalls drei Spiele von Beginn an bestritten hatte, zu Beginn der Saisonvorbereitung überraschend zurücktrat, ging Jensen als Stammspieler in seine fünfte NFL-Saison. Er bestritt alle 16 Partien als Starter und konnte dabei mit guten Leistungen überzeugen.
Im März 2018 einigte Jensen sich mit den Tampa Bay Buccaneers auf einen Vierjahresvertrag im Wert von 42 Millionen US-Dollar, was ihn zum bestbezahlten Center der Liga machte. Seitdem kam er in jedem Spiel als Starter zum Einsatz. In der Saison 2020 zog Jensen mit den Buccaneers in den Super Bowl LV ein, den sie mit 31:9 gegen die Kansas City Chiefs gewannen. Im folgenden Jahr wurde Jensen erstmals in den Pro Bowl gewählt. Im März 2022 unterschrieb er eine Vertragsverlängerung um drei Jahre über 39 Millionen US-Dollar. Im Juli 2022 zog Jensen sich zu Beginn der Saisonvorbereitung mehrere Bänderrisse im linken Knie zu, weswegen er für die gesamte Regular Season ausfiel. Erst zum Play-off-Spiel gegen die Dallas Cowboys im Januar, das die Buccaneers verloren, konnte Jensen wieder spielen.
In der folgenden Saisonvorbereitung verletzte Jensen sich erneut am Knie und verpasste die Saison 2023 daher vollständig. Daraufhin gab er am 2. Februar 2024 sein Karriereende bekannt.